# Hunter Nourzad
Hunter Lee Nourzad (Marietta, 26 novembre 2000) è un giocatore di football americano statunitense che milita nel ruolo di centro per i Kansas City Chiefs della National Football League (NFL).

## Carriera universitaria
Nella prima stagione a Cornell nel 2018, Nourzad non disputò alcuna partita. L'anno seguente divenne l'offensive tackle destro titolare, venendo inserito nella seconda formazione ideale della Ivy League. Dopo che la stagione 2020 fu cancellata per la pandemia di COVID-19, Nourzad fece ritorno come titolare nel 2021. Quell'anno disputò tutte le 10 gare come partente, contribuendo a fare terminare Cornell al quinto posto a livello nazionale per il minor numero di sack subiti a partita, stabilendo nel contempo un record per il programma. Fu inserito nella prima formazione ideale della conference e fu premiato come offensive lineman dell'anno della Ivy League da Phil Steele, oltre a essere inserito nella seconda formazione All-America dalla American Football Coaches Association (AFCA).
Nel 2022 Nourzad si trasferì ai Penn State Nittany Lions. Lì passò al ruolo di guardia. Nella prima stagione con la nuova maglia disputò 11 partite come titolare, venendo nominato menzione onorevole della Big Ten Conference. Nel 2023 passò al ruolo di centro. Quell'anno fu inserito nella seconda formazione ideale della Big Ten. Fu invitato all'East–West Shrine Bowl e partecipò alla NFL Scouting Combine.

## Carriera professionistica

### Kansas City Chiefs
Nourzad fu scelto nel corso del quinto giro (159º assoluto) del Draft NFL 2024 dai Kansas City Chiefs. Debuttò come professionista subentrando nella vittoria per 27-20 sui Baltimore Ravens del primo turno. La sua prima stagione si chiuse disputando tutte le 17 partite, nessuna delle quali come titolare.